# Charles Bassett
Charles Arthur Bassett (Dayton, Ohio, 1931. december 30. – St. Louis, Missouri, 1966. február 28.) amerikai űrhajós, a légierő századosa.
1963-ban a harmadik amerikai csoportban kezdte meg az űrhajóskiképzést. Kijelölték a Gemini-9 pilótai posztjára, viszont négy hónappal a start előtt Elliott See űrhajóssal együtt életüket vesztették egy repülőgép-balesetben St. Louisban.